# آیدین ابراهیموف
آیدین علی اوغلو ابراهیموف ( ترکی آذربایجانی: Aydın Əli oğlu Ibrahimov ؛ متولد ۱۷ سپتامبر ۱۹۳۸ در کیروف‌آباد)، کشتی گیر اهل اتحاد جماهیر شوروی با اصالت آذربایجانی است که در المپیک تابستانی ۱۹۶۴ به رقابت پرداخت.